# Surianàcies
Surianaceae és una família de plantes amb flors dins l'ordre Fabals. Té una distribució disjunta: el gènere Recchia són plantes natives de Mèxic, i l'únic membre del gènere Suriana, S. maritima, té una distribució pantropical mentre que els altres tres gèneres són endèmics d'Austràlia.

## Característiques
Són arbusts o arbrets xeròfits amb les fulles petites o mitjanes, alternades, coriàcies. El fruit és una drupa.

## Taxonomia
Aquesta família va ser descrita per George Arnott Walker Arnott i publicada a Prodromus Florae Peninsulae Indiae Orientalis 360. 1834.